# Готическая скульптура
Готическая скульптура представляет собой как пластическое искусство Средневекового периода c середины XII и по XV век включительно, так и соответствующие произведения искусства, являющиеся частью архитектурных сооружений, созданных в готическом стиле. Готический скульптурный стиль берёт своё начало во Франции. Первыми работами в этом направлении считаются статуи портала базилики в Сен-Дени (1137 год) и Шартрского собора. Затем он распространяется по всей Европе и популярен вплоть до начала Нового времени, когда на смену готике приходит искусство Возрождения, ориентирующееся на традиции античности.

## Общие сведения
Во Франции к моменту возникновения готического стиля скульптуры ваялись из каменных блоков, оставаясь в то же время их частью; отдельно, самостоятельно «стоящих» статуй не создавалось. Лишь к началу XIII столетия начинается достаточно медленное развитие пластического мастерства в направлении ваяния отдельных фигур с пропорционально переданными членами. Тело не скрыто в обязательном порядке под одеждами, покровы подчёркивают его формы. Мастера экспериментируют в целях придания своим произведениям больше жизни и подвижности. Так, глубокие или скомканные складки на платье у статуй подчёркивают порывистость движения, резкость при повороте.
Испанская готическая скульптура ориентировалась на французскую и имела с ней много общих черт. В отличие от неё в Италии сложилась самостоятельная готическая школа пластики. Здесь скульптура больше не связана в обязательном порядке с архитектурными решениями, она служит более созданию декораций в помещениях и открытых пространствах (городские площади, парки). Итальянская школа всё менее связана с византийским искусством, и всё более ищет для себя образцы в античности.
В Германии к началу XIII столетия работают преимущественно скульпторы и зодчие, прошедшие обучение у французских мастеров. Здесь предпочитают установку статуй во внутренних помещениях зданий. Одним из ярчайших представителей ранне-германской готической пластики является т. н. Бамбергский мастер, скульптурные фигуры которого имеют крепкие тела и менее выразительные лики. В то же время в Германии существовали и иные течения в готическом зодчестве — например, у скульптур, украшающих Страсбургский собор взгляд привлекают в первую очередь мастерски выполненные головы статуй, тела же их менее искусны. Пик развития готической скульптуры в Германии приходится на начало XIV столетия. Связано это было кроме прочего с распространением в этой стране мистических учений Хильдегард фон Бинген и Генриха Сузо, а также с последствиями страшной эпидемии чумы, поразившей Европу в середине XIV века. Наиболее популярными темами в готической скульптуре того времени было изображение измученного страданиями, израненного Распятого. На севере Германии уже на исходе готического периода распространяется тип скульптурного изображения «прекрасной Мадонны». Он представляет Деву Марию с младенцем на руках, при этом особое внимание уделяется отделке её богатого платья. Сама Мария представлена в виде чувственной, юной и прекрасной девушки.

## Галерея
- Три неразумные девы. Магдебургский собор (Германия)
- Бамбергский рыцарь (св. Георгий)
- Пьета. Кёльнский собор, XIV ст.
- Портал парижского собора Нотр-Дам
- Статуи мучеников с портала Шартрского собора (Франция)
- Возведение в сан епископа. Собор Сен-Сернен, Тулуза XIV ст.
- Кристо-де-Ла-Лагуна (Тенерифе, Испания). Фламандский регион от между 1510-1514.